# 六角凧

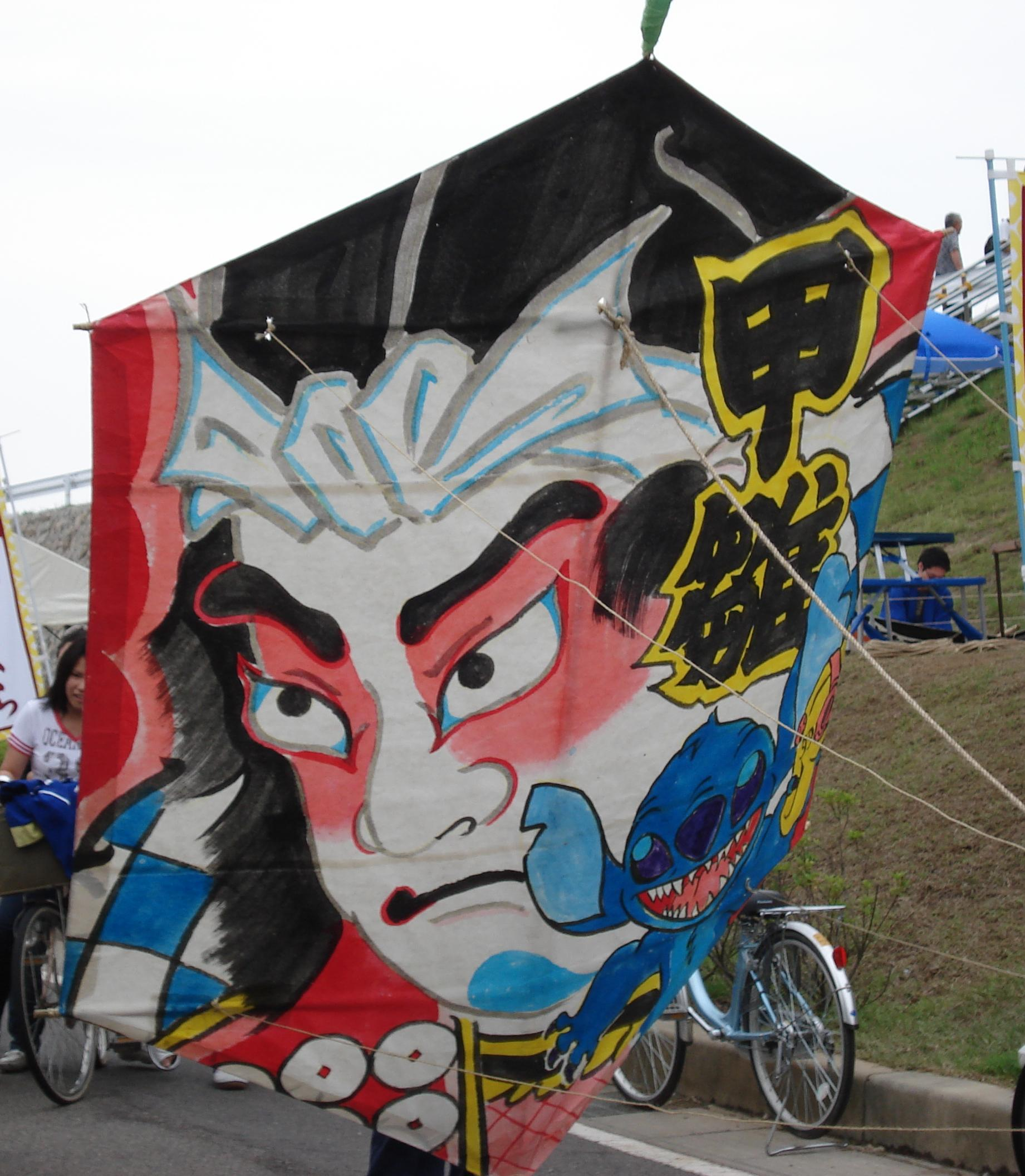
白根大凧合戦の巻凧

六角凧（ろっかくだこ）は六角形の形状をした凧の一種。骨を外して巻き取って持ち運べるようにしたものは巻凧（六角巻凧）という。

## 構造
六角形の和紙に竹製でキの字形の縦骨と横骨を取り付けた構造である。伝統的な六角凧には歌舞伎絵などが描かれる。見附今町・長岡中之島大凧合戦の六角凧は大型で「百枚張り」と呼ばれている。

## イベント
- 白根大凧合戦（新潟県新潟市南区） - 凧合戦で揚げる凧は大凧（四角形の大凧）と巻凧（六角凧）[1]。
- 三条凧合戦（新潟県三条市） - 凧合戦で揚げる凧は六角巻凧で約20の凧組が登場する[2]。
- 今町・中之島大凧合戦（新潟県見附市） - 新潟県無形民俗文化財[4]。